# Curtis’s Botanical Magazine

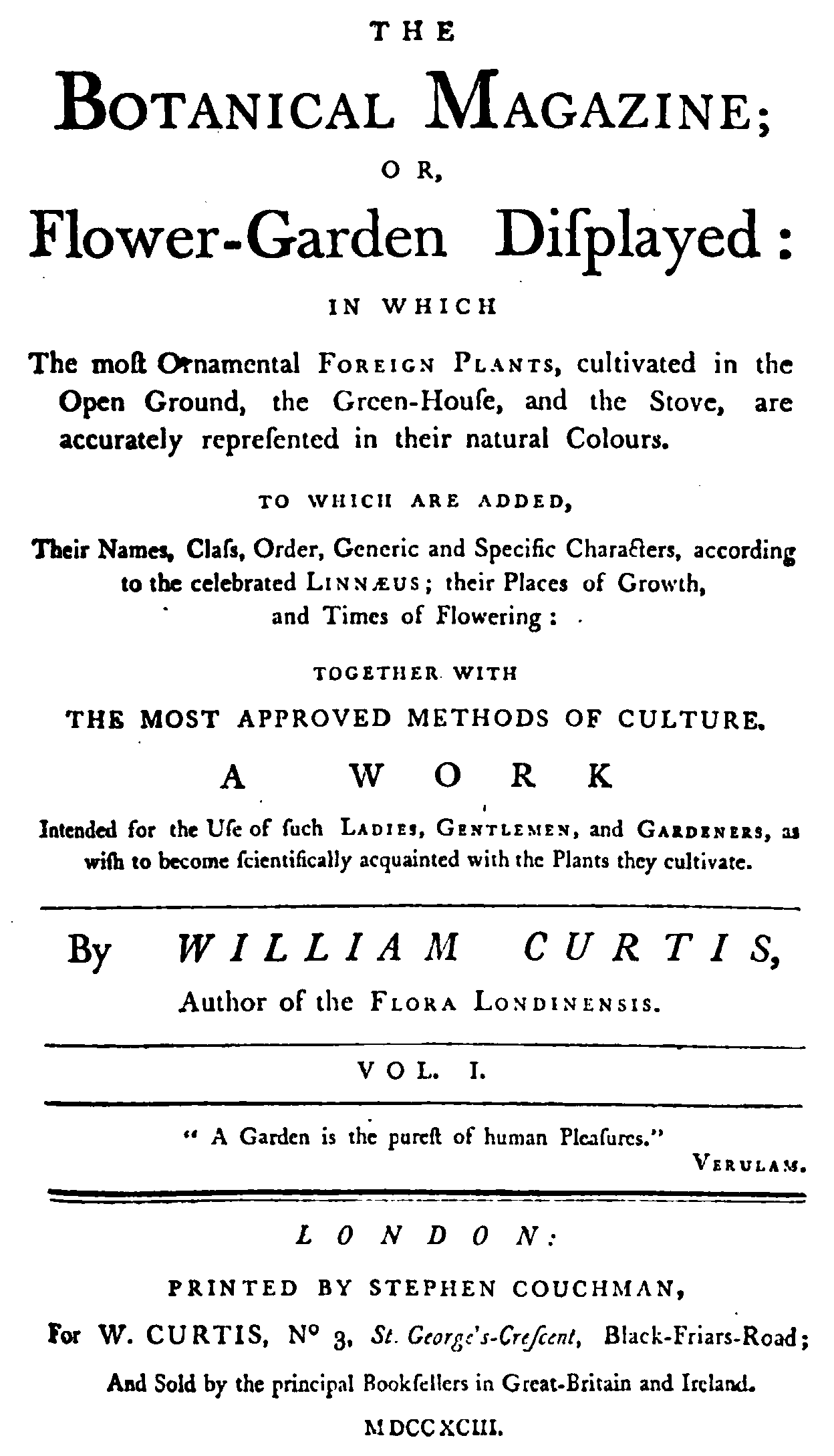
Titelseite des ersten Bandes von 1787

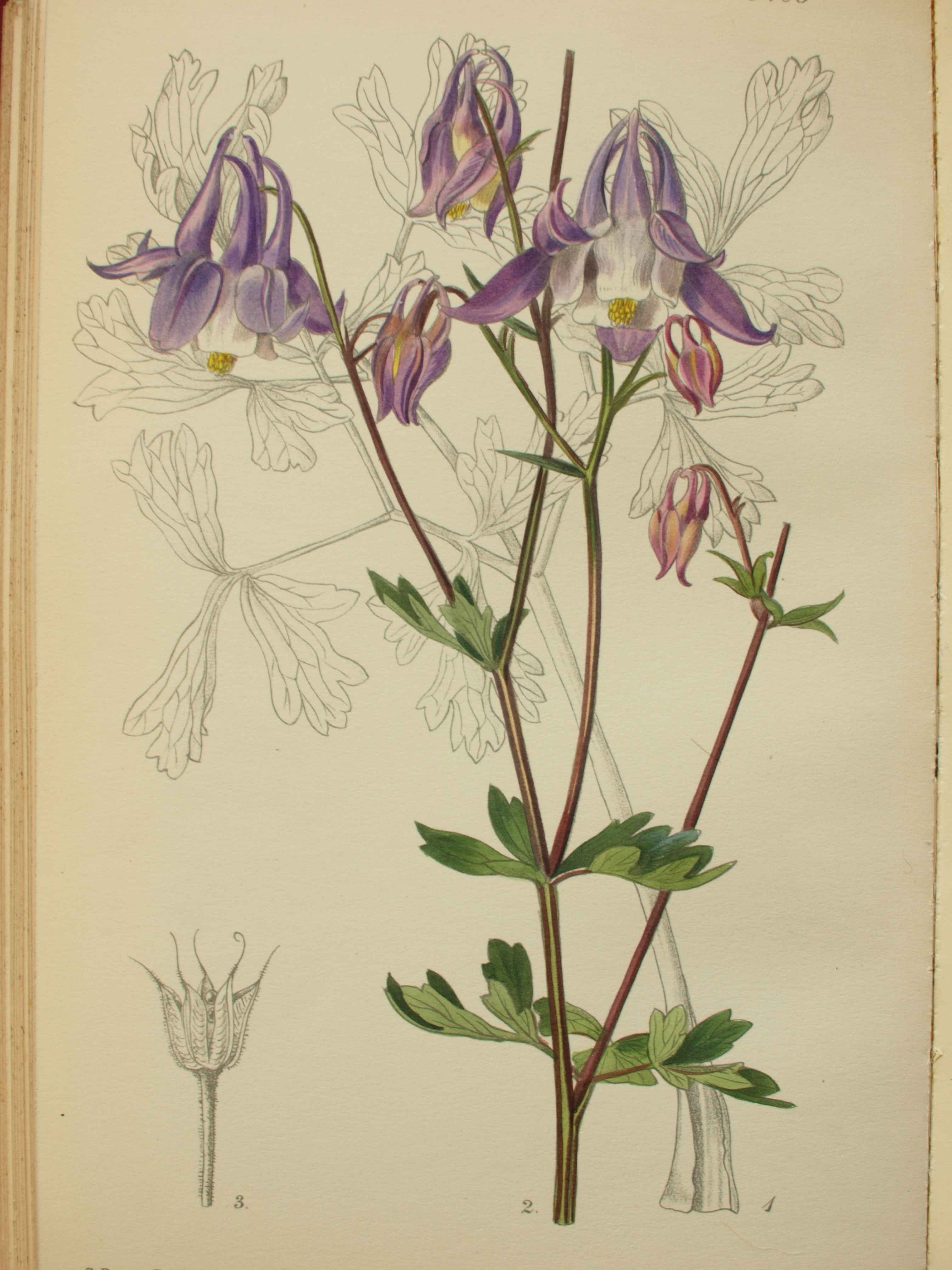
Aquilegia nikolicii, 1929 aus wild gesammelten Samen im Royal Botanical Garden von William Bertram Turrill kultiviert, vormals zu Aquilegia grata gestellt. Tafel 9405 (1935)

Das Curtis’s Botanical Magazine ist eine 1787 von William Curtis unter dem Titel The Botanical Magazine, or Flower-Garden Displayed begründete botanische Zeitschrift. Von 1984 bis 1994 trug die Zeitschrift den Titel The Kew Magazine. Sie ist die älteste herausgegebene botanische Fachzeitschrift. Die standardisierte abgekürzte Form des Magazins in der botanischen Literatur ist Curtis’s Bot. Mag. oder Botanical Magazine.

## Werk
Im Magazin wird zu jedem Eintrag zu einer Pflanzenart neben einer formalen botanischen Beschreibung eine ikonographische Abbildung gegeben. Bekannt ist es durch die von bekannten botanischen Illustratoren erstellten künstlerisch bedeutenden Abbildungen. Viele Pflanzen wurden auch erstmals im Curtis’s Botanical Magazine beschrieben, denen immer eine detaillierte Illustration beigefügt war. Von 1834 an übernahm Walter Hood Fitch, der von William Jackson Hooker als Chefillustrator des Magazins gewonnen wurde, die Stellung des Hauptillustratoren des Curtis’s Botanical Magazine. Er blieb bis 1877 als Lithograph 43 Jahre beim Magazin und fertigte mehrere tausende Abbildungen, die ihn zum bedeutendsten und bei weitem produktivsten Pflanzenillustrator nicht nur der Viktorianischen Ära, sondern allgemein werden ließ. Fitch wurde über die lange Periode nicht nur vom späteren Direktor des Königlichen Botanischen Garten Kew Joseph Hooker für die Illustrationen beschäftigt, er wurde darin fast ausgebeutet, da er über 9.900 Illustrationen anfertigte, jedoch dafür nur wenig Geld bekam, was 1877 zum Bruch führte. Diese große Ausbeute an Lithographien war nur durch die Erfindung der neuen Technik in Flachbildform möglich, die ältere Schnitz- und Gravurtechniken vollends ersetzte.
Die erste Ausgabe wurde 1787 von William Curtis als ein illustriertes Garten- und Botanikjournal herausgebracht. Curtis war ein Apotheker und Botaniker, der am Königlichen Botanischen Garten Kew eine Position innehatte. Seine ein paar Jahre früher herausgegebene, jedoch wirtschaftlich nicht erfolgreiche Publikation war Flora Londinensis. Die neue Publikation von Curtis belohnte seine Leser mit der Darstellung ornamentaler und exotischer Pflanzen, die in einem Oktavformat herausgegeben wurde. Künstlern, die vorher ihre Blumenbilder nur an einen engen Kreis von eingeweihten Fachleuten verbreiten konnten, wurde damit die Möglichkeit geboten, einen weiten Personenkreis zu erreichen. Alle Illustrationen waren anfangs handkolorierte Kupferstiche, die den Text komplettieren sollten. Die Identifikation der Pflanzen wurde durch exakte morphologische Detailzeichnungen in der Intention, den botanischen Text zu komplettieren, vervollständigt. Die botanischen Texte gaben neben den morphologischen Details immer auch Informationen zur botanischen Geschichte, Wachstumscharakteristik sowie für einige Arten deren Trivialnamen.
Die erste Ausgabe wurde überwiegend von Sydenham Edwards (1769–1819) illustriert, jedoch wanderte dieser aufgrund eines Streits mit den Herausgebern zum konkurrierenden The Botanical Register ab. Die erste Illustration (Iris persica) wurde von James Sowerby angefertigt. Wie die ersten 30 Ausgaben wurde diese als Kupferstich angefertigt und später handkoloriert. Eine Ausgabe wurde in etwa 3000 Exemplaren herausgegeben, in denen jeweils drei Platten als Bebilderung gefertigt wurden. Für diese aufwendige Kolorierung waren bis zu 30 Personen im Einsatz. Als die Kosten der Produktion wie die Nachfrage stiegen, waren die Ergebnisse nicht immer gleichwertig. Der spätere Einsatz von Maschinen vereinheitlichte zwar die Darstellungen, verfehlte aber für viele Jahre, die gleiche Detailfülle wie bei den handkolorierten Platten zu erreichen.
Als Curtis starb, hatte er 13 Bände (1787–1800) beendet. Sein Freund John Sims wurde daraufhin zwischen 1801 und 1807 Herausgeber (Band 15–26) und änderte den Namen des Magazins. William Hooker, der durch seine botanische Expertise als bekannter Botaniker und Autor des rivalisierenden Exotic Botany einen hohen Ruf hatte, war ab 1826 Herausgeber. W. J. Hooker brachte den Künstler Walter Hood Fitch zum Magazin. Er wurde für 40 Jahre der Hauptkünstler für die Illustrationen. Joseph Dalton Hooker folgte seinem Vater und wurde 1865 auch Direktor des Botanischen Gartens Kew sowie Herausgeber des Magazins.
Der nächste Hauptkünstler, Matilda Smith (1854–1926), wurde vom jüngeren Hooker zum Magazin gebracht. Smith fertigte von 1878 bis 1923 2300 Platten für Curtis’s an. Ihre exzeptionellen Beiträge ermöglichten es ihr, Kews bedeutendste Künstlerin zu werden, wodurch sie eine Assoziierte der Linnean Society wurde. Zu ihrer Zeit war sie erst die zweite Frau, die diese Position innehatte. Die wissenschaftliche Bedeutung der Abbildungen und Illustrationen war eine Hauptquelle für den Stolz und das Ansehen des Magazins, für die nur hochqualifizierte und speziell trainierte Illustratoren in Frage kamen. Die Künstler arbeiteten eng mit den Botanikern zusammen, die eine der zu beschreibenden Arten aussuchten. In dem Detailreichtum der Pflanzenmerkmale befriedigten die Ausgaben sowohl eingefleischte Botaniker als auch Gärtner und Pflanzenzüchter.
Durch seine lange Erscheinungsgeschichte sowie die kontinuierliche Qualität der Darstellungen haben die botanischen Abbildungen als wesentliche Referenzen hohe wissenschaftliche Bedeutung. Damit ist das Magazin auch das am weitesten zitierte Werk seiner Gattung.
Die handkolorierten Platten waren besonders aufwendig gefertigt und wurden noch bis 1948 durch eine weitere Chefillustratorin Lilian Snelling (1879–1972) weitergepflegt. Danach wurde mit photomechanischen Prozessen weitergemacht. 1948 wurde der seit 1912 am Botanical Magazine wirkende William Bertram Turrill Herausgeber. Als Kenner der Monokotyledonen widmete er insbesondere Fritillaria sowie den Gattungen Iris und Tulipa als Fachmann der makronesischen Flora und weiteren Endemiten des Balkans und des vorderen Orients im Journal zahlreiche Tafeln (u. a. auch für Aquilegia nikolicii oder Fritillaria messanensis ssp. gracilis).
Das Magazin ist seit seinem Erscheinen kontinuierlich herausgegeben worden, wobei es zwischen 1984 und 1994 eine Namensänderung in The Kew Magazine erfahren hatte. 1995 ging man aber wieder zum gebräuchlichen Ursprungstitel Curtis’s Botanical Magazine zurück. Herausgeber ist nach wie vor der Königliche Botanische Garten Kew, der die Publikation für die an Hortikultur, Ökologie und an botanischer Illustration interessierte Personengruppen anbietet.

## Herausgeber
Herausgeber des Curtis’s Botanical Magazine waren:
| Herausgeber                        | Zeitraum  | Bände       | Tafeln    |
| ---------------------------------- | --------- | ----------- | --------- |
| William Curtis                     | 1787–1800 | 1–13        | 1–468     |
| John Sims                          | 1800–1826 | 14–53       | 469–2704  |
| William Jackson Hooker             | 1827–1865 | 54–90       | 2705–5485 |
| Joseph Dalton Hooker               | 1865–1904 | 91–130      | 5486–7991 |
| William Turner Thiselton-Dyer      | 1905–1906 | 131–132     | 7992–8111 |
| David Prain                        | 1907–1920 | 133–146     | 8112–8873 |
| John Ramsbottom                    | 1921      | 147         | 8874–8933 |
| Otto Stapf                         | 1922–1933 | 148–156     | 8934–9336 |
| Arthur William Hill (1875–1941)    | 1934–1940 | 157–163     | 9337–9644 |
| Arthur Disbrowe Cotton (1879–1962) | 1943–1948 | 164         | 9645–9688 |
| William Bertram Turrill            | 1948–1962 | 165–173     | 1–395     |
| George Taylor (1904–1993)          | 1962–1970 | 174–178(2)  | 396–593   |
| David Richard Hunt                 | 1970–1982 | 178(3)–?    | 594–?     |
| ?                                  | 1983      |             |           |
| Christopher Grey-Wilson            | 1984–1989 | 1–6         | 1–138     |
| Victoria Matthews                  | 1990–1993 | 7–10        | 139–234   |
| Brian Mathew (* 1936)              | 1994–2002 | 11(1)–19(4) | 235–455   |
| Martyn Rix (* 1943)                | 2003–dato | 20(1)–dato  | 456–dato  |